# Daniel Sampaio Simões
Daniel Sampaio Simões (Río de Janeiro, Brasil; 11 de enero de 1996), referido como Danielzinho  o solo Daniel, es un futbolista brasileño. Juega de centrocampista y su equipo actual es el Atlético Clube Goianiense de la Serie A, a préstamo desde Fluminense.

## Trayectoria
Daniel entró a las inferiores del Fluminense en 2003, y debutó en el primer equipo el 27 de enero de 2016 ante el Atlético Paranaense por la Primeira Liga.
Sin ganar un lugar de titular, Daniel fue cedido al Oeste y al Botafogo-SP durante su etapa en el Flu, dejando el club en 2019.
El 12 de diciembre de 2019, Daniel firmó por dos años en el Bahia.
Regresó al Fluminense a mediados del 2023.
De cara a la temporada 2024, fue cedido al Atlético Goianiense.

## Estadísticas
Actualizado al último partido disputado el 13 de agosto de 2023.
| Club                 | Div.          | Temporada     | Liga  | Liga  | Estatal | Estatal | Copas nacionales | Copas nacionales | Copas internacionales | Copas internacionales | Total | Total |
| Club                 | Div.          | Temporada     | Part. | Goles | Part.   | Goles   | Part.            | Goles            | Part.                 | Goles                 | Part. | Goles |
| -------------------- | ------------- | ------------- | ----- | ----- | ------- | ------- | ---------------- | ---------------- | --------------------- | --------------------- | ----- | ----- |
| Fluminense · Brasil  | 1.ª           | 2016          | 0     | 0     | 5       | 0       | —                | —                | —                     | —                     | 5     | 0     |
| Fluminense · Brasil  | 1.ª           | 2017          | 0     | 0     | 1       | 0       | —                | —                | —                     | —                     | 1     | 0     |
| Fluminense · Brasil  | 1.ª           | 2018          | 5     | 0     | 0       | 0       | 0                | 0                | 1                     | 0                     | 6     | 0     |
| Fluminense · Brasil  | 1.ª           | 2019          | 30    | 1     | 12      | 0       | 6                | 0                | 8                     | 0                     | 56    | 1     |
| Fluminense · Brasil  | 1.ª           | 2023          | 3     | 0     | —       | —       | 0                | 0                | 1                     | 0                     | 4     | 0     |
| Fluminense · Brasil  | Total club    | Total club    | 38    | 1     | 18      | 0       | 6                | 0                | 10                    | 0                     | 72    | 1     |
| Oeste · Brasil       | 2.ª           | 2016          | 13    | 0     | —       | —       | —                | —                | —                     | —                     | 13    | 0     |
| Oeste · Brasil       | 2.ª           | 2017          | 33    | 1     | —       | —       | —                | —                | —                     | —                     | 33    | 1     |
| Oeste · Brasil       | 2.ª           | 2018          | 16    | 1     | —       | —       | —                | —                | —                     | —                     | 16    | 1     |
| Oeste · Brasil       | Total club    | Total club    | 62    | 2     | 0       | 0       | 0                | 0                | 0                     | 0                     | 62    | 2     |
| Botafogo-SP · Brasil | 3.ª           | 2018          | —     | —     | 13      | 0       | —                | —                | —                     | —                     | 13    | 0     |
| Botafogo-SP · Brasil | Total club    | Total club    | 0     | 0     | 13      | 0       | 0                | 0                | 0                     | 0                     | 13    | 0     |
| Bahia · Brasil       | 1.ª           | 2020          | 29    | 3     | 5       | 1       | 5                | 0                | 5                     | 0                     | 44    | 4     |
| Bahia · Brasil       | 1.ª           | 2021          | 31    | 3     | 0       | 0       | 6                | 0                | 6                     | 0                     | 43    | 3     |
| Bahia · Brasil       | 2.ª           | 2022          | 33    | 3     | 7       | 1       | 4                | 0                | —                     | —                     | 44    | 4     |
| Bahia · Brasil       | 1.ª           | 2023          | 5     | 0     | 10      | 0       | 3                | 0                | —                     | —                     | 18    | 0     |
| Bahia · Brasil       | Total club    | Total club    | 98    | 9     | 22      | 2       | 18               | 0                | 11                    | 0                     | 149   | 11    |
| Total carrera        | Total carrera | Total carrera | 198   | 12    | 53      | 2       | 24               | 0                | 11                    | 0                     | 296   | 14    |

## Palmarés

### Títulos estatales
| Título                 | Club       | País            | Año  |
| ---------------------- | ---------- | --------------- | ---- |
| Primera Liga de Brasil | Fluminense | Brasil          | 2016 |
| Campeonato Baiano      | Bahia      | Bahía           | 2020 |
| Campeonato Baiano      | Bahia      | Bahía           | 2023 |
| Copa do nordeste       | Bahia      | Región Nordeste | 2021 |

### Títulos internacionales
| Título            | Equipo           | País   | Año  |
| ----------------- | ---------------- | ------ | ---- |
| Copa Libertadores | Fluminense F. C. | Brasil | 2023 |